# 무산층군
무산층군은 두만강분지 지역에 있는 하부원생대층이다.

## 개요
무산층군은 함북습곡대의 습곡기반을 이루는 변성층군으로, 청진으로부터 두만강 하류에 이르기까지 해안가와 수성천을 따라 북쪽으로 부거-고무산, 무산, 경성, 관모봉 일대에 분포하고 있다.
무산층군은 두만계층에 의해 부정합으로 덮여있거나 구조접촉하고 있다. 또한 리원암군과 두만강암군 및 단천암군 관입체들 안에서 포로암으로 나타나는 경우가 많다.
그로 인해 과거에는 지방마다 지층들의 이름을 서로 다르게 보았고, 시대도 다르게 보았다. 1960년 이전에는 무산층군의 이름이 없었으며, 전체를 선캄브리아기 층으로 보았다. 1960년-1961년 축척 1:20만 종성,새별,회령,라진도폭 조사때 무산지구의 함철층만을 하부원생대층으로 보았으며 부거지구의 부거통, 락산지구의 락산통, 부윤지구의 부윤편마암은 암기통 아래에 놓여있는 두만계의 아래층으로 보면서 고생대로 설정하였다. 1964년에는 무산지구의 변성암층들을 무산층군, 락산,선봉지방의 변성암층들을 남대천층군에 소속시키고 그 시대를 하부원생대로 보았으며 부거지구의 부거통은 두만계에 소속시키고 그 시대를 석탄기로 보았다. 무산층군 전체가 하부원생대로 소속된 것은 1966년 전국 제 1차 층서회의에서의 일로 이 때 지층의 놓임상태와 암석학적 특징에 따라 무산층군을 아래로부터 무산층과 고무산층으로 나누었다. 그리고 무산지구와 락산 및 부윤지구의 분출쇄설기원의 변성암층을 무산층의 아래층에, 분출암류의 변성암으로 된 부거통을 무산층의 윗층에 소속시켰다.
무산층의 시대를 하부원생대로 본 근거는 아래와 같다.
1. 무산지구의 편마암층 안에는 두꺼운 퇴적변성형 철질규암층이 들어있으며 그것은 두만계 계룡산통에 의해 부정합으로 덮여있다.
2. 무산층군은 전반적으로 각섬암상의 높은 변성상에 속하는 편마암 및 각섬암류로 되어 있으며 혼성암화작용을 많이 받았다면 두만계는 변성작용을 약하게 받은 녹색편암상에 속하는 편암류와 점판암으로 되어 있다. 또한 두만계와 무산층군의 암석들은 다같이 두만강암군에 의해 관입되고 있으나 이에 의한 변성정도는 두만계가 무산층군보다 약하다.
3. 암기통을 비롯한 그 위의 지층에서는 상부고생대 화석이 많지만 그 아래에 있는 변성암층에서는 화석이 발견되지 않았다.
4. 두 지층의 구조방향이 서로 다르다.
5. 삼해 일대에서 편마암층을 뚫은 섬록암 관입체의 절대연령이 5억 8000만년이다.

## 지질구조
무산층군은 무산지역에서 일부만이 두만계에 의해 부정합으로 덮여있고 주로 두만계와 구조접촉하고 있다. 리원암군과 두만강암군 및 단천암군 관입체 안에 포로암으로 나타나는 경우가 많다. 이런 분포특성으로 인해 무산층군의 아래와 위 경계를 똑똑히 알 수 없다.
무산층군은 놓임상태와 암석학적 특징에 의해 아래층과 위층으로 나뉜다. 아래층은 무산층군의 모든 분포구역에 다 있으나 위층은 부거지역에만 분포한다. 아래층은 전면적으로 층상혼성암화작용을 받았는데 주입물질은 리원암군관입체로부터 나온 화강암과 각섬석화강암이다. 혼성암화정도는 리원암군 관입체 변두리에서 높고 그로부터 멀어지면서 점차 낮아진다.
무산지구의 무산층군 지질구조에 대한 여러 의견들을 종합하면 아래와 같다:
1. 철질규암층을 끼고 있는 퇴적변성암층의 구조는 남동쪽으로 전도된 향사구조로 향사의 핵부에 각섬암층이 놓이고 그 밑에 철질규암층과 흑운모편마암층이 차례로 놓인다.
2. 전도된 습곡의 북쪽날개로 본 철질규암층에서 층리가 확인되는데 이 층리에서는 1-5 mm 두께의 자철광층이 밑에 놓이고 그 위에 같은 두께의 석영층이 놓이는 것으로 되어있다, 이는 교질용액에서 철의 수산화물이 먼저 가라앉고 그 다음 규산이 가라앉는 실험결과와 같은 것이다. 이에 근거하여 퇴적변성암층은 단사구조를 이루고 있다고 할 수 있다.
3. 함철광층은 철산전도배사습곡과 강선전도향사습곡을 이루고 있는데 이 전도습곡들은 두만강암군의 관입체에 의해 잘리고 있다. 철산전도배사습곡은 북동 60-70˚으로 주향을 가지고 측면과 양 날개는 북서쪽으로 50-60˚로 경사져있다. 습곡의 핵부와 날개는 각섬암, 각섬편암, 혼성암으로 되어 있고 철질규암층은 양 날개를 따라 잇달리고 있다. 철산전도배사습곡의 힌지는 남서로 20-40˚비탈졌는데 2차 습곡구조의 영향을 받아 구불구불해졌다.
부거-락산지구의 무산층군은 거의 남북방향으로 잇달리며 남쪽으로 힌지가 수그러드는 큰 복배사구조를 이루고 있다. 이들은 리원암군과 두만강암군 관입체에 의해 관입되었다. 이 지역의 무산층군은 편마암으로 이루어진 아래층-락산층과 각섬편암류로 된 위층-부거통으로 나누어진다, 이들은 정합적 관계를 가지고 놓여있다. 아래층은 소청천복배사의 서쪽 날개에서 서로 30-60˚비탈졌고 배사힌지가 잠기는 삼해동 남쪽에서는 남서로 15-50˚, 락산동 일대에서는 남동으로 30-60˚ 비탈졌다. 위층은 아래층 위에 정합으로 놓여있고 그 위에 두만계 암기통이 단층구조를 사이에 두고 나란히 놓여있다. 이 단층구조는 지층과 평행이나 단층면의 경사가 지층의 경사보다 더 급하다. 부거-상농평 사이에 드러난 위층은 남북의 주향을 가지고 서로 비탈져있는데 그 경사각은 배사습곡의 핵부에서 날개로 가면서 40-60˚에서 70-80˚까지 증가한다. 그리고 층의 맨 윗부분에 자름면과 거의 나란히 놓인 단층구조가 있고 그 위에 두만계 암기통이 나란히 놓여있다.
방진동의 위층은 남북방향의 주향을 가지고 서로 55-70˚ 비탈져있다.
라선의 무산층은 두만계 암기통과 구조접촉하거나 단천암군 화강암관입체 안에서 작은 포로체로 나타난다. 이 포로체들은 대체로 북동방향으로 주향을 가지고 북서 혹은 남동으로 30-80˚ 기울어져있다.
부거-락산지구와 라선지구의 무산층군 암석들은 약하게 혼성암화되어있고 장석이 들어있는 석영맥이 주입물이다. 거정암이나 우백색 화강암의 주입물은 매우 적다. 이 주입물은 리워암군 관입체로 갈수록 거정암으로 넘어간다.
라남-경성-관모봉일대의 부윤편마암은 북서로 잇달리고 북동쪽으로 40-70˚ 경사져있다. 이 지역의 무산층군은 리원암군에 의해 관입되고 있으며 센 혼성암화작용을 받았다. 또한 염기성, 초염기성의 압쇄암들도 나타난다.

## 암상
- 철질규암 : 호상석리 또는 덩이석리를 이루며 자철광층과 규암층의 두께는 1-2 mm이다. 철질규암은 석영, 자철광, 약간의 적철광으로 되어있다. 철질규암은 주입된 석영장석맥과 거정암질화강암맥 변두리에서 약하게 알칼리교대작용과 재결정화작용을 받았다.
- 각섬암류 : 철질규암의 상,하반에 놓여있으며 흑운모편마암 안에 끼어있다. 편마상, 호상 덩이석리를 이룬다. 주요광물조성에 따라 사방휘석질각섬암, 석류석질각섬암, 사장석질각섬암 등으로 나누어진다.
- 흑운모편마암, 복운모편마암 및 편암류 : 점진적으로 넘어가는 관계이 있는 암석들이다. 회조장석, 미사장석, 흑우모, 백운모로 되어 있으며 부광물로 석류석, 규선석, 인회석, 저어콘, 자철석 등이 들어간다.
- 회록색천매암과 석영천매암류 : 위층 윗부분의 대표적인 암석으로 회록색천매암은 거의 견운모유렴석천매암이다. 그 주성분광물은 유렴석, 견운모, 석영이며 부성분으로 점토광물과 철의 산화물이 들어간다. 석영천매암은 석영, 사장석, 녹염석, 투각섬석-양기석, 흑운모, 석류석, 경녹니석으로 되어있다.

## 참고 문헌
- 리죽남 외. 조선지질구성 (1). 공업출판사, 1990